# Kočani
Kočani (makedonsky Кочани  [ˈkɔtʃani], pomnožný název) jsou město ve východní části Severní Makedonie s 28 330 obyvateli, sídlo stejnojmenné opštiny, 120 km od Skopje. 

## Poloha
Město se nachází na severní straně údolí Kočansko na obou stranách řeky Kočanska Reka. Ze severu jej obklopují hory, z jižní strany potom uvedené široké údolí. Severně leží pohoří Osogovo a jižně potom obec Plačkovica.
Nedaleko se nachází známé zimní turistické centrum Ponikva.

## Klimatické podmínky
Klima je mírné, kontinentální, ovlivňuje ho středomořské klima šířící se podél řeky Bregalnica. Průměrná teplota je 12,9 °C, roční srážkový průměr 538 mm.

## Historie

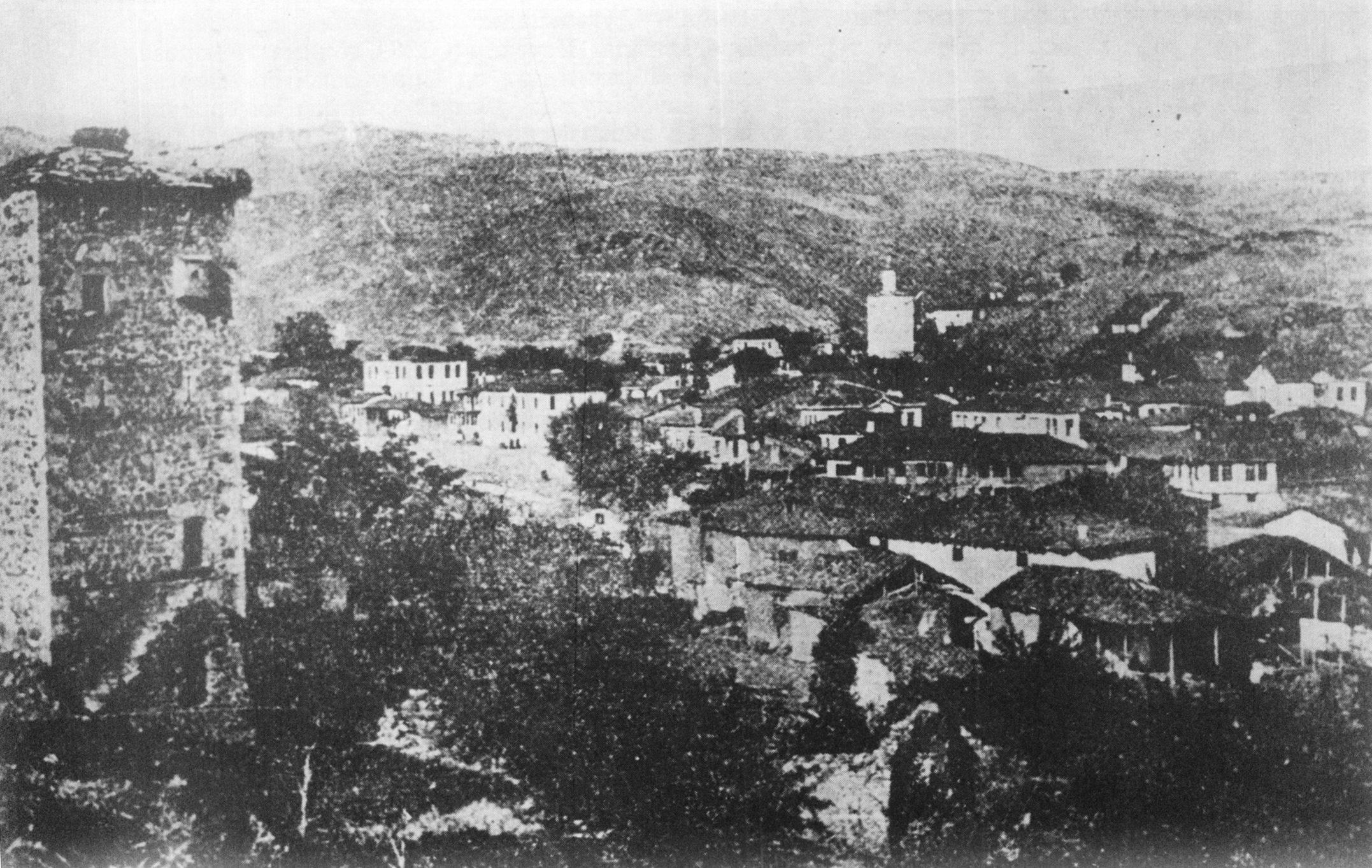
Město v roce 1903.

Název Kočani vznikl podle oblíbeného makedonského křestního jména Kočo. U vesnice Dolno Gratče byly při archeologických průzkumech dochovány pozůstatky antického sídla se základy zdí a římská a byzantská keramika, resp. šperky. 
První písemná zmínka o městě pochází z roku 1337, v zápise, v němž Jovan Oliver Grčinić daroval městu kostel. V roce 1662 navštívil město turecký cestoval Evlija Čelebi, který si poznamenal, že zde žije zhruba 600 rodin, stojí tu mešita a nachází se zde zájezdní hostinec (karavanseraj) a zhruba přes desítku řemeslných dílen. Nezaznamenal však obranné věže, které vznikly nejspíše také v 17. století a dochovaly se do současných dní. Zhruba podobný počet obyvatel mělo město zhruba do roku 1878, poté došlo k mírnému růstu. Mimo jiné se zde po válce dosídlila řada sedláků ze vzdálenějších krajů. 
Ve 20. století se město stalo součástí nejprve srbského království a poté Království Srbů, Chorvatů a Slovinců, resp. Jugoslávie. V meziválečném období sem byla zavedena železnice, mimo jiné i proto, že z bezpečnostního hlediska bylo nezbytné zajistit propojení odlehlé části země při hranice s nepřátelským Bulharskem. Po druhé světové válce se stalo město součástí makedonské republiky v rámci Jugoslávie. Jeho modernizace probíhala jen velmi obezřetně, přestavěno bylo nábřeží a v jeho blízkosti vyrostly některé nové moderní domy. Hlavní nábřeží nese i v roce 2023 svůj název podle Josipa Broze Tita. Výstavba průmyslu a dalších moderních objektů se realizovala hlavně na jižním okraji města.

## Obyvatelstvo
Kočani mají rozlohu 18,6 km² a 28 330 obyvatel. Vývoj počtu obyvatel:
- 1948 – 6 657 obyvatel
- 1994 – 26 364 obyvatel
- 2002 – 28 330 obyvatel[2]

V roce 2002 se 90 % obyvatel přihlásilo k makedonské národnosti, 5 % k romské a 3 % k turecké národnosti.

## Kultura a pamětihodnosti

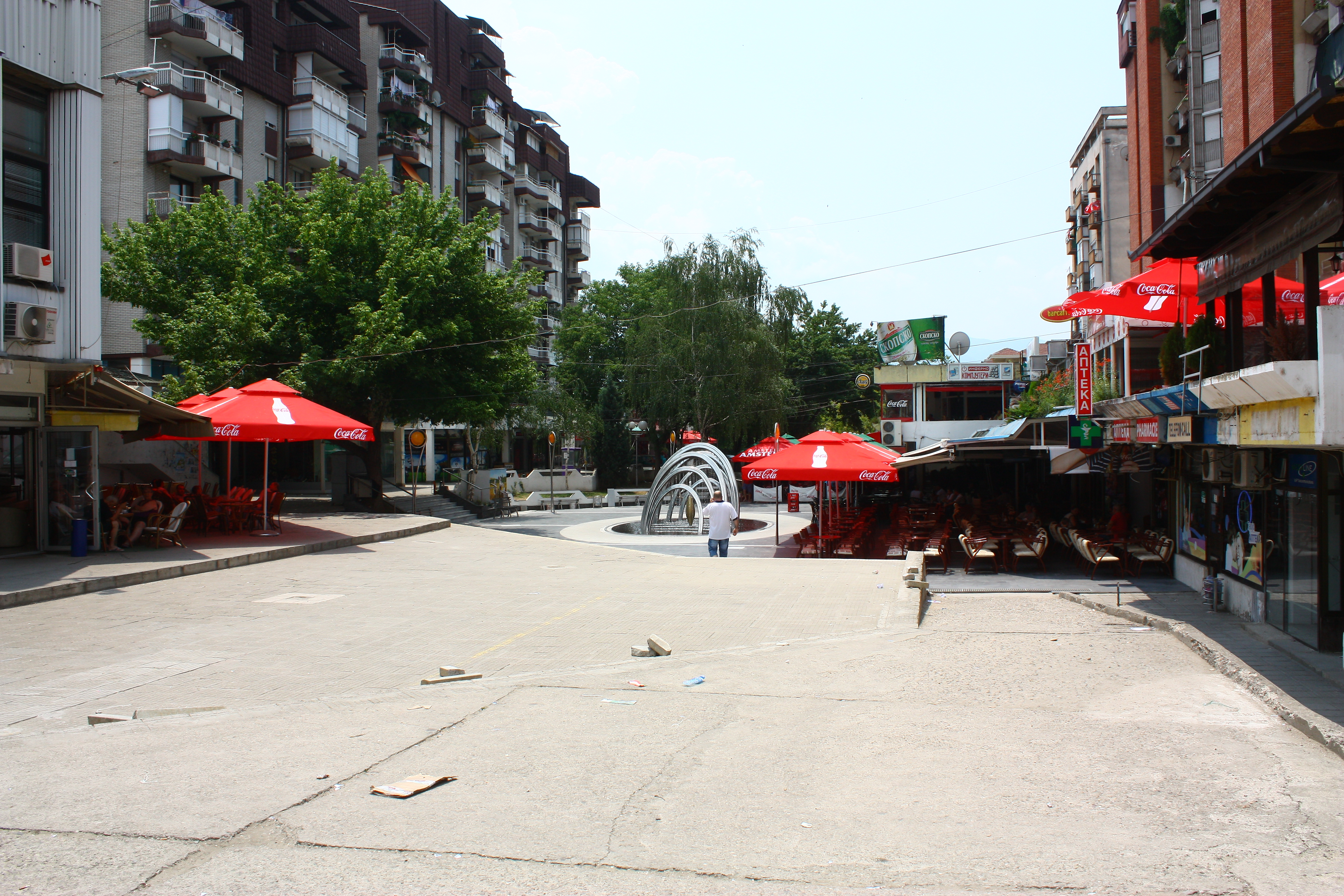
Střed města.

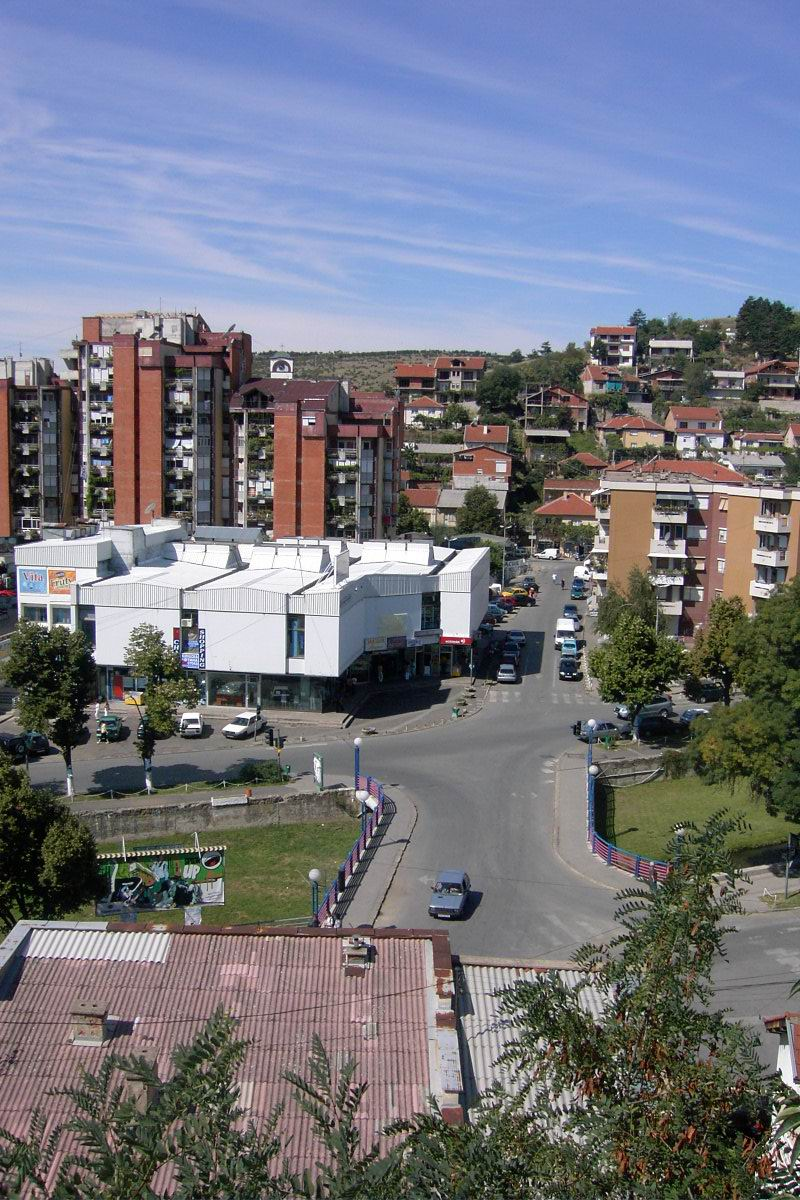
Domy a obchodní centrum ve středu města.

Město je známé v regionu folkovou skupinou Kočani orkestar.
Jako den města se slaví den sv. Petra (Petrovden), a to 9. července. Koná se zde také pravidelně amatérský festival dramatu.
Ve městě stojí kulturní dům, který nese název podle románu Koči Racina, Beli mugri. Místní městská knihovna nese název Jiskra (makedonsky Искра). Otevřena byla v roce 1945.
Z historických staveb jsou zde dochovány dvě věže z 16. a 17. století.
Mezi náboženské stavby potom patří kostel svatého Jiří nebo mešita Dudi Hanum.
Kopec Lokubija, který se nachází v samotném městě, je zalesněný a představuje hlavní park pro místní obyvatele. Na jeho jižním konci stojí Památník svobody (makedonsky Споменик на слободата), který vznikl po druhé světové válce podle návrhu architekta Gligora Čemerského. 

## Ekonomika
Město je známé pěstováním rýže a geotermálními prameny. Místní rýže byla vyhlášená v celé bývalé socialistické Jugoslávii. Průmyslové zóny stojí v jižní, resp. jihovýchodní části města, kde se krajina otevírá do široké roviny a kde je železniční spojení. Vyrábí se zde např. díly do automobilů, 
Krajina jižně od města je zemědělsky využívána (tzv. Kočanská kotlina)
Město má také vlastní skládku.

## Doprava
Ze západu do města směřuje dálnice A3, která vede do Skopje a dalších měst země. Dálnice ve městě končí, obchází jej ale po jižní straně a tvoří jeho přirozený obchvat. Silnice pokračuje dále na východ do města Delčevo a potom dále do Bulharska.
Do Kočanů vede také železniční trať z města Veles. Ačkoliv je ve Velesu ukončena, předpokládá se její prodloužení dále na východ.[zdroj?]
Hlavní nádraží se nachází jižně od středu města a autobusová stanice stojí v jeho blízkosti.

## Sport

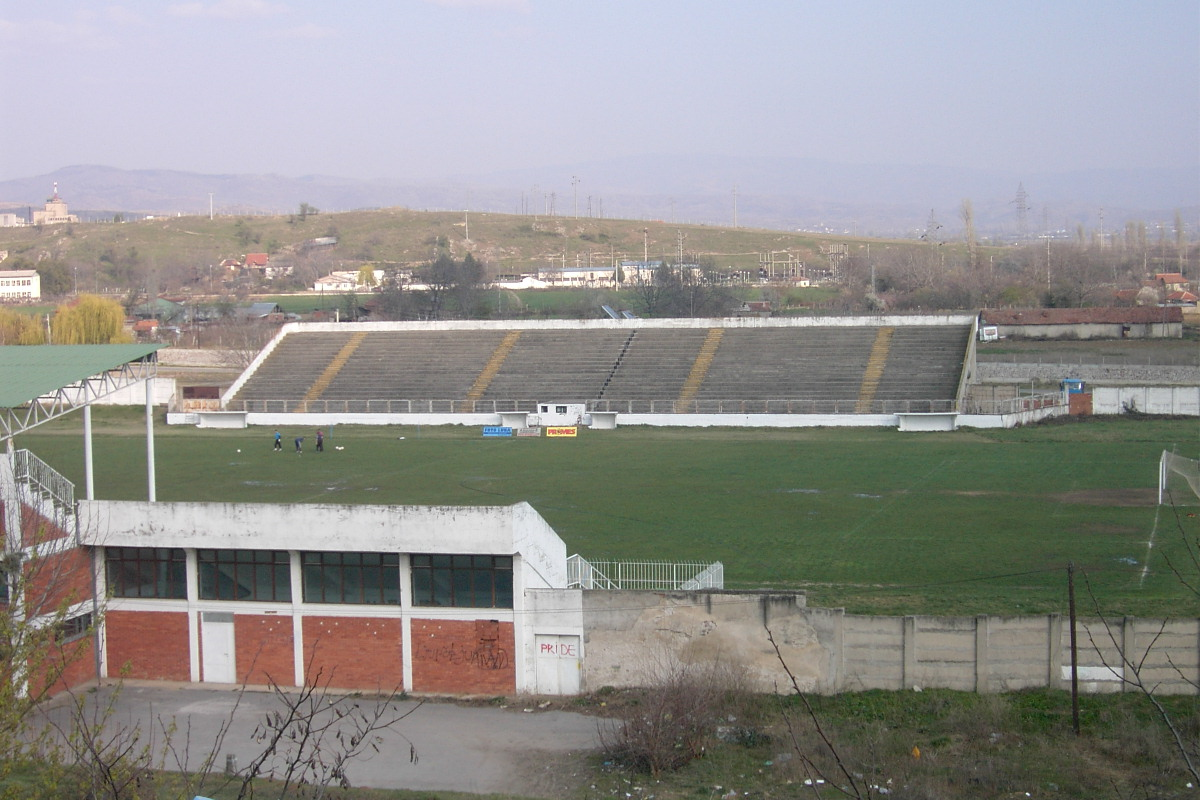
Fotbalový stadion ve městě.

V Kočanech stojí městský stadion, který nese název podle Nikoly Mantova. K němu přiléhají další sportovní zařízení, včetně například plaveckého bazénu.

## Školství
Základní vzdělávání v Kočanech probíhá ve čtyřech základních školách ve městě (ZŠ Nikoly Kareva, ZŠ Cyrila a Metoděje, ZŠ Rade Kratovce, ZŠ Maliny Popivanovny). Středoškolské vzdělání poskytují dvě školy střední (SŠ Ljupči Santova a SŠ Ǵoši Vikentijeva). Od roku 1956 zde působí také hudební škola Risty Jurkova.

## Zdravotnictví
V Kočanech se nachází nemocnice regionálního významu. 

## Známé osobnosti
- Rade Kratovče, revolucionář
- Pavle Krošarev, makedonský pilot
- Branko Pendovski, spisovatel
- Malina Popivanova, revolucionář
- Blagoja Popov, politik v období existence SR Makedonie
- Blagoj S. Popov, matematik
- Ljupčo Santov, revolucionář
- Stevo Teodosievski, hudebník
- Jordan Pop-Jordanov, člen MANU
- Blagica Jovanova, vědkyně
- Simeon Kango Ivanov, hudebník
- Gošo Vikentiev, účastník partyzánského boje

## Partnerská města
- Križevci, Chorvatsko
- Yenifoça, Turecko
- Szigetszentmiklós, Maďarsko
- Perejaslav, Ukrajina
- Kazanlak, Bulharsko
- Novi Kneževac, Srbsko